# Kommunista Újraalapítás Pártja
A Kommunista Újraalapítás Pártja-Európai Baloldal (olaszul: Partito della Rifondazione Comunista-Sinistra Europea, rövidítése: PRC-SE) egy olaszországi radikális baloldali párt.

## Története
A pártot 1991-ben alapították az Olasz Kommunista Párt másik utódpártjaként, ugyanis a párt mellett megalakult Baloldali Demokratikus Párt nevű másik utódpárt. A párt célja volt, hogy a kommunizmust újjászervezze és megújítsa Olaszországban.
A párt megalakulása óta törekedett a balközép pártokkal való megfelelő kapcsolat kialakítására, az 1994-es választásokon a Progresszívek listáján indította jelöltjeit, a koalíció 2. helyet ért el.
A párt kétszer volt kormánykoalíciót tagja: 1996-1998 között az Első-Prodi kormány, 2006-2008 között a Második-Prodi kormány tagjaként volt kormányerő. 2008-tól a párt eltávolodott a balközép pártoktól, helyettük radikális baloldali pártokkal alkotott koalíciót: a Baloldal - Szivárvány, a Baloldali Szövetség, Polgári Forradalom nevű választási szövetséggel és a Másik Európa nevű koalícióval volt szövetségben.
A pártot 1994-2006-ig Fausto Bertinotti vezette, 2008 óta Paolo Ferrero.

## Ideológiája
A párt ideológiájára Karl Marx gondolatai voltak nagy hatással és legfőbb céljuk volt a munkásmozgalmak megváltoztatása, hogy egy kommunista társadalom jöjjön létre. A pártot a marxizmus, leninizmus, trockizmus, antikapitalizmus, eurokommunizmus ideológiái határozták meg.
Tisztelik az alkotmányt. Ellenzik az egykulcsos adórendszert, a bankok tranzakciós illetékét illetve csökkentenék a honvédelmi kiadásokat. Ellenzik az atomenergia használatát.
A Kommunista Újjászerveződés Pártja elutasít mindennemű diszkriminációt (etnikai, vallási és szexuális). Elutasítja az autoriter hatalmat és a bürokráciát emellett elítélik a sztálinizmust. A párt a társadalmi igazságosságot, békét, szolidaritást és a népek szabadságának eszményét hirdeti.

## Szavazó bázis
A párt azokban a régiókban volt erős, ahol az Olasz Kommunista Párt is: Emilia Romagna, Toszkána és Umbria régiók. Azonban 10% körüli eredményeket ért el a párt 1996-os választáson Calabria, Lazio és Piemont régiókban.

## Választási eredmények

### Parlamenti választások
| Választások | Szavazatok | %   | Képviselőházi mandátumok | Szenátusi mandátumok | Kormányzat     | Listavezető       |
| ----------- | ---------- | --- | ------------------------ | -------------------- | -------------- | ----------------- |
| 1992        | 2,202,574  | 5,6 | 35 / 630                 | 20 / 315             | Ellenzék       | Sergio Garavini   |
| 1994        | 2,334,029  | 6,0 | 39 / 630                 | 18 / 315             | Ellenzék       | Fausto Bertinotti |
| 1996        | 3,215,960  | 8,5 | 35 / 630                 | 11 / 315             | Külső támogató | Fausto Bertinotti |
| 2001        | 1,868,659  | 5,0 | 11 / 630                 | 5 / 315              | Ellenzék       | Fausto Bertinotti |
| 2006        | 2,229,604  | 5,8 | 41 / 630                 | 27 / 315             | Kormánypárt    | Fausto Bertinotti |